# Буковиця-Утинська
45°23′ пн. ш. 15°41′ сх. д. / 45.38° пн. ш. 15.68° сх. д.
Буковиця-Утинська (хорв. Bukovica Utinjska) — населений пункт у Хорватії, у Карловацькій жупанії у складі громади Войнич.

## Населення
Населення за даними перепису 2011 року становило 80 осіб.
Динаміка чисельності населення поселення: